# ماتیس پیکولو
ماتیس پیکولو (انگلیسی: Mathis Picouleau؛ زادهٔ ۸ مهٔ ۲۰۰۰) بازیکن فوتبال اهل فرانسه است.
وی همچنین در تیم‌های ملی فوتبال France national under-16 football team، زیر ۱۷ سال فرانسه، زیر ۱۸ سال فرانسه، زیر ۱۹ سال فرانسه، و زیر ۲۰ سال فرانسه بازی کرده‌است.